# Белоје
Белоје или Велоје (Βελάης) био је српски жупан Травуније, који је владао почетком IX века, а наследио га је син Крајина, који је од свог таста, великог српског кнеза Властимира, добио титулу кнеза.
Он је први познати владар Травуније, а једино његово помињање, у историјским изворима, налази се у делу „О управљању Царством“, византијског цара Константина VII Порфирогенита (913—959).

## Извори и литература